# Йованович, Ксения
Ксения Йованович (серб. Ксенија Јовановић; 6 июня 1928, Сараево, Королевство Югославия — 1 декабря 2012, Белград) — сербская и югославская актриса театра, телевидения и кино.

## Биография
Её бабушка Клавдия Лукашевич была русского происхождения, что повлияло на понимание основных понятий и отношение к жизни. В 1939 году вместе с родителями переехала в Белград.
Училась в Высшей киношколе под руководством Вьекослава Африча. Позже работа на киностудии Авала филм.
Дебютировала в 1949 году снявшись в фильме «Барба Жване». Выступала на сцене Белградского драматического театра.
С 1961 до смерти в 2012 году — артистка Национального театра в Белграде. Исполняла роли в классических и современных пьес.
За артистическую карьеру снялась в 4 полнометражных кинофильмов, 45 телесериалах, 3 ТВ короткометражных ТВ-фильмах и др.
С 1953 по 2004 год, благодаря особому тембру голоса, выступила в 210 радиоспектаклях.
Похоронена на Аллее почётных граждан на Новом кладбище в Белграде.

## Избранная фильмография
- 1949 — Барба Жване
- 1949 — Рассказ о фабрике / Prica o fabrici
- 1951 — Последний день / Poslednji dan
- 1968 — Операция Белград / Operacija Beograd
- 1968 — Апокалипсис / Apokalipsa (ТВ)
- 1976 — На грани провала / Povratak otpisanih (телесериал)
- 1981 — Смерть полковника Кузмановича / Smrt pukovnika Kuzmanovica
- 1981 — Роман о Лондоне / Roman o Londonu (ТВ мини-сериал)
- 1998 — Medju nama: Slobodan Perovic (ТВ)
- 1999 — Кактусы и розы / Kaktusi i ruze (ТВ)
- 2000 — Соседи / Susedi (ТВ)
- 2002 — 2008 — Виза для будущего / Viza za buducnost (телесериал)
- 2002 — Мастер / Majstor (ТВ)

## Память
- В 2013 году почта Сербии выпустила марку с изображением Ксении Йованович в серии «Великие сербские артисты».